# Guy Lapébie

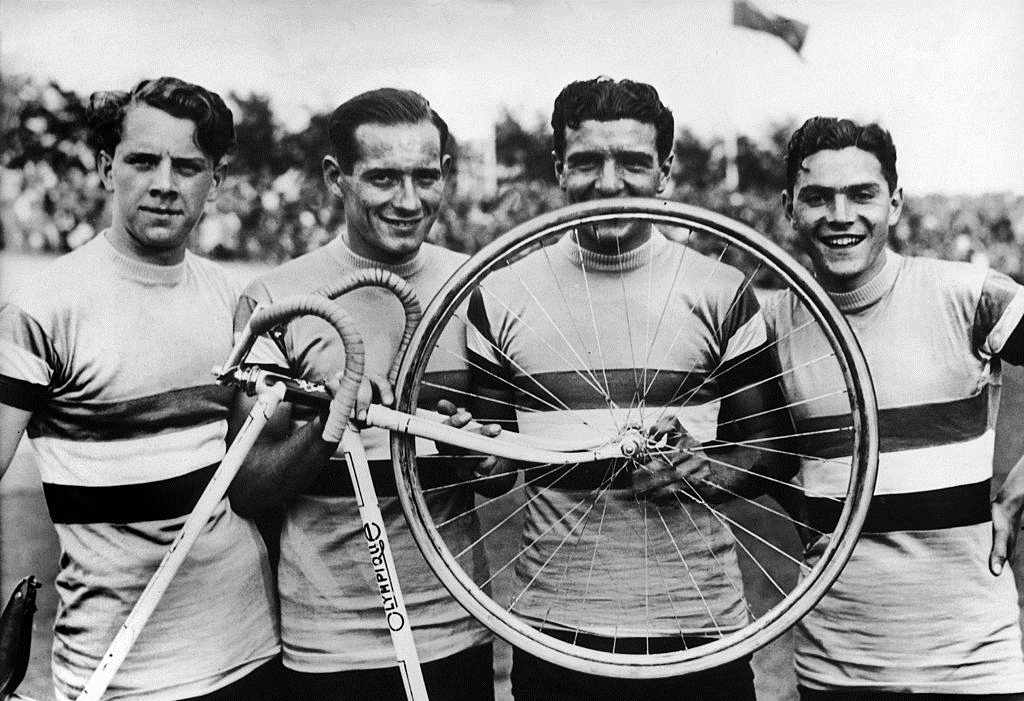
von links: Robert Charpentier, Guy Lapébie, Jean Goujon, Roger Le Nizerhy (1936)

Guy Lapébie (* 28. November 1916 in Saint-Geours-de-Maremne, Département Landes; † 8. März 2010 in Bagnères-de-Luchon) war ein französischer Radrennfahrer, der sowohl im Bahnradsport als auch im Straßenradsport erfolgreich war. Seine größten Erfolge waren zwei Olympiasiege 1936 und der dritte Platz bei der Tour de France 1948. Er war der jüngere Bruder von Roger Lapébie (Sieger Tour de France 1937) und der Vater von Serge Lapébie, beide ebenfalls Radrennfahrer.

## Sportliche Laufbahn
Bei den Olympischen Spielen 1936 in Berlin gehörte Lapébie zu den erfolgreichsten Teilnehmern überhaupt. Er gewann auf der Bahn die Goldmedaille in der Mannschaftsverfolgung (zusammen mit Roger Le Nizerhy, Robert Charpentier und Jean Goujon). Beim olympischen Straßenrennen musste er sich im Zielsprint knapp Charpentier geschlagen geben und holte die Silbermedaille, doch in der Mannschaftswertung (Addition der Einzelergebnisse des Straßenrennens) wurde er (mit Charpentier und Robert Dorgebray) zum zweiten Mal Olympiasieger.
Lapébie wechselte danach zu den Profis. 1939 wurde er Neunter beim Etappenrennen Paris–Nizza. Die nächsten Jahre seiner Laufbahn waren vom Zweiten Weltkrieg überschattet, aber 1942 gewann er gemeinsam mit Adolphe Prat den Bahnwettbewerb Prix Dupré-Lapize in Paris. 1945 gewann er die Fernfahrt Zürich–Lausanne. Im darauf folgenden Jahr gewann er zwei Etappen der Tour des Trois-Lacs und eine Etappe der Tour de Suisse, bei den Straßenweltmeisterschaften wurde er Achter. 1946 und 1954 gewann er das Eintagesrennen Grand Prix du Le Locle.
Zweimal nahm Lapébie an der Tour de France teil. Es gelang ihm fast, den Erfolg seines Bruders zu wiederholen, der die Rundfahrt 1937 als Gesamtsieger beendet hatte. 1948 gewann er die dritte Etappe und wurde Dritter des Gesamtklassements, auf den Sieger Gino Bartali verlor er aber insgesamt fast eine halbe Stunde. 1949 kam der Sieg in der neunten Etappe hinzu, doch musste er später aufgeben.
1949 gewann Lapébie eine Etappe bei der Tour de Luxemburg (wo er Zweiter der Gesamtwertung wurde) und das Pariser Sechstagerennen. Im nächsten Jahr gewann er vier Etappen bei der Marokko-Rundfahrt sowie eine Etappe und die Gesamtwertung des Grand Prix des Vins de Gironde, außerdem das Sechstagerennen von Saint-Étienne. Dazu belegte er vordere Plätze beim Critérium National und den Klassikern Paris–Brüssel und Paris–Tours. 1951 und 1952 gewann Lapébie noch fünf Sechstagerennen (zweimal Berlin, Hannover, München und Dortmund), bevor er seine Laufbahn beendete.

## Erfolge
- Olympische Spiele 1936: Goldmedaille Mannschaftsverfolgung, Goldmedaille Mannschaftsfahren, Silbermedaille Straßenrennen
- 3. Gesamtrang Tour de France 1948 (1 Etappensieg)
- 1 Etappensieg Tour de France 1949
- Sechstagerennen Paris 1949
- Sechstagerennen Saint-Étienne 1950
- Sechstagerennen Hannover 1951
- Sechstagerennen Dortmund 1952
- Sechstagerennen Berlin 1952